# Citadelle Laferrière
A Citadelle Laferrière, também conhecida como  Cidadela, é um grande forte localizado no norte do Haiti. Está aproximadamente a 27 quilômetros ao sul da cidade de Cap-Haitïen e a 8 quilômetros da cidade de Milot. É a maior fortaleza de todo o continente americano. Foi declarada Património Mundial da Unesco em 1982. É, actualmente, um dos destinos turísticos mais populares no Haiti.
Foi construída entre 1805 e 1820 por cerca de 20 000 homens, à ordem de Henri Cristophe. O objectivo da construção da cidadela era a protecção do recém-independente Haiti das invasões francesas.

## Galeria

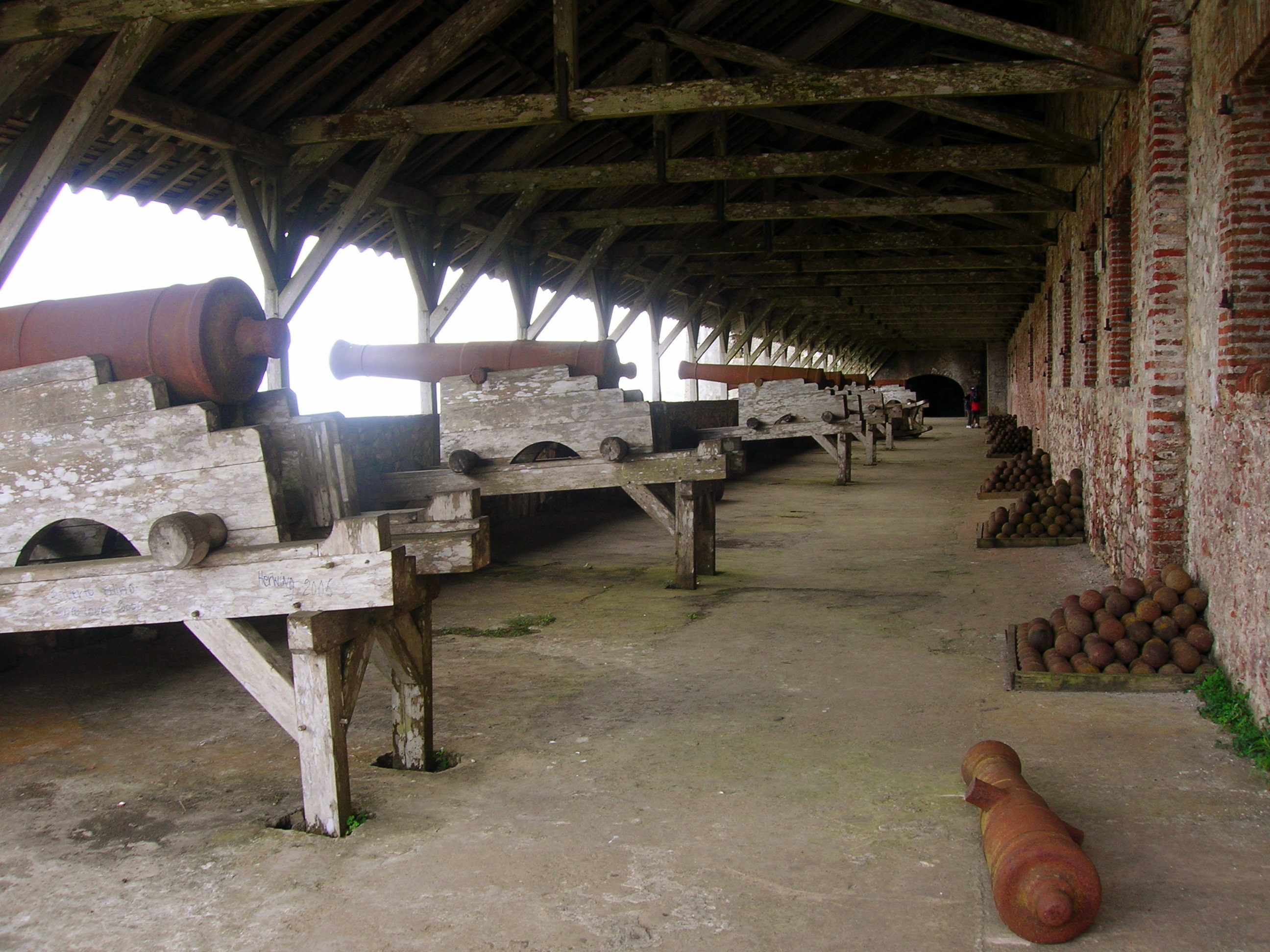
Canhões na Citadelle Laferrière
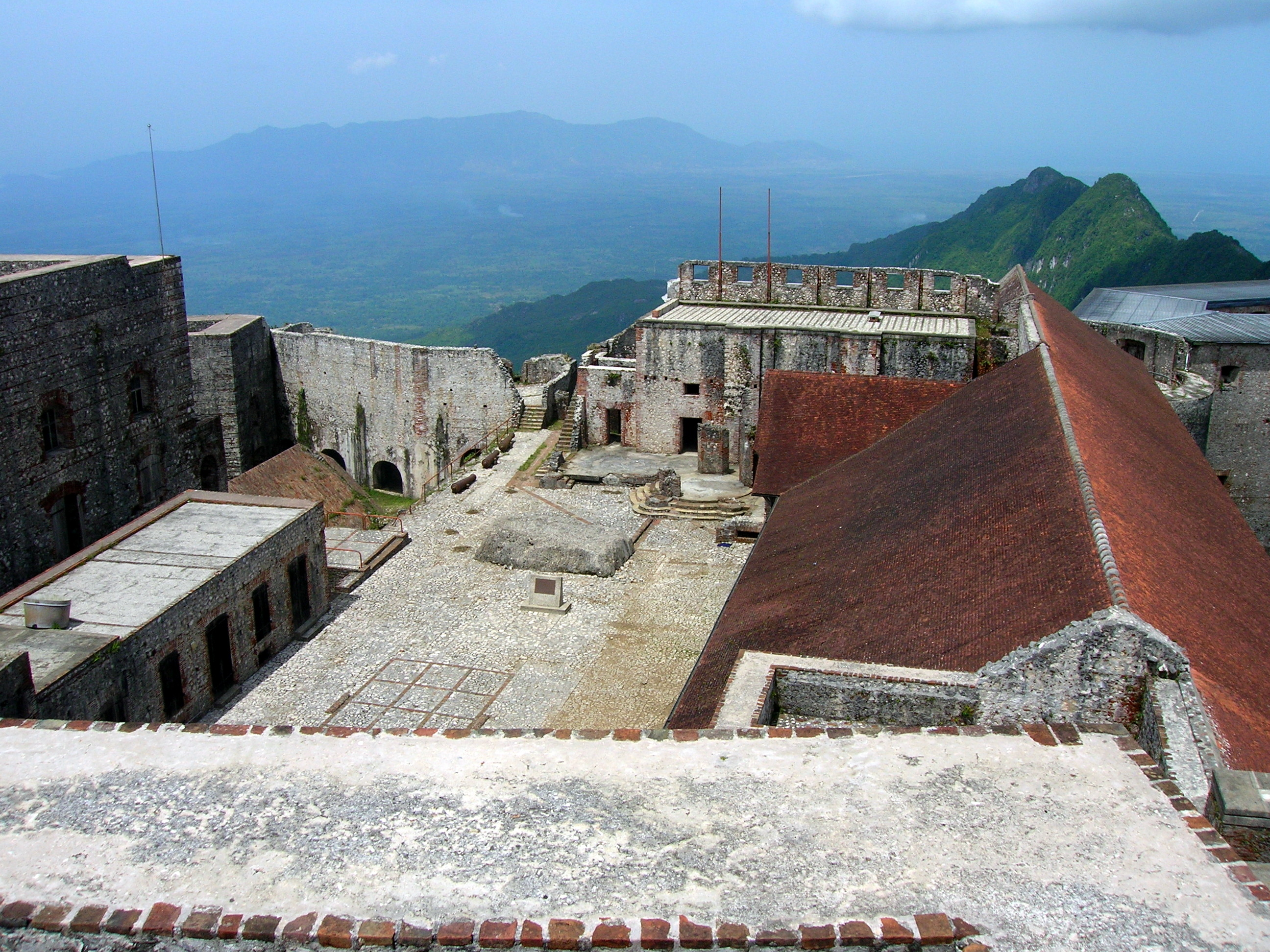
Terraço da Citadelle Laferrière